# Personaggi di Jak and Daxter
Questa lista comprende i personaggi della serie di videogiochi Jak and Daxter.

## Introdotti inJak and Daxter: The Precursor Legacy

### Jak
Il protagonista della serie, Jak fin dal primo gioco si dimostra un ragazzo allegro, spensierato ed imprudente, tanto da ignorare completamente il divieto di Samos di recarsi all'Isola della nebbia, un pericoloso luogo infestato dai Lurker, causando così la trasformazione di Daxter in un Ottsel e dando così inizio alla trama di Jak and Daxter: The Precursor Legacy. Caratteristica del personaggio nel primo titolo della saga è il suo mutismo. Per salvare Daxter dalla sua condizione Jak inizierà un lungo viaggio diretto alla cittadella di Gol, finendo invece per salvare il mondo proprio da quest'ultimo.
In Jak II il carattere di Jak cambierà radicalmente: sottoposto per due anni a terribili esperimenti con l'eco oscuro Jak otterrà la capacità di trasformarsi in una creatura oscura umanoide estremamente potente e feroce. Tale condizione lo renderà a volte irascibile, cupo e vendicativo, ma rimarrà comunque un personaggio positivo ed in certi momenti perfino spensierato. Ritrovatosi nella città di Heaven City, Jak verrà suo malgrado coinvolto in una feroce guerra a tre fra il dispotico regime militare del Barone Praxis, le feroci Teste di metallo ed il gruppo ribelle Mondo sotterraneo.
Desiderando vendicarsi del barone, Jak si unirà quindi al Mondo sotterraneo, eseguendo per esso numerose missioni che lo porteranno a salvare nuovamente il mondo.
In Jak 3 il carattere di Jak rimane quasi del tutto invariato. Passato un anno dalla morte di Krew, Kor e del barone, la guerra ad Heaven City continua. Nonostante la perdita del loro leader le teste di metallo continuano a possedere un terzo della città, così come i Bot della morte Kremizi che sfuggiti misteriosamente al controllo delle Guardie Kremizi si sono schierate contro il nuovo Fronte di liberazione capitanato da Torn. In questa situazione il perfido Conte Veger fa accusare Jak di sedizione facendo sì che egli venga esiliato nel deserto dove, insieme a Daxter e Pecker (rimasti con lui per solidarietà) viene salvato da un gruppo di abitanti del deserto guidati da Damas, re di Spargus City. Ripresosi, Jak si metterà brevemente al servizio del re per poi ritornare ad Heaven City per salvare sia la città che il mondo da una nuova terribile minaccia.

### Daxter
Daxter è il migliore amico di Jak, il secondo protagonista della serie. È doppiato da Daniele Demma.

### Samos Hagai
Il saggio verde, nonché padre di Keira e mentore di Jak e Daxter. Quando Daxter viene tramutato in un Ottsel a causa della caduta in un pozzo di Eco oscuro, Samos consiglia a lui e Jak di recarsi da Gol, il saggio nero, al fine di chiedere il suo aiuto. In Jak II apparirà una controparte giovane di Samos che altro non era che il leader del movimento "Mondo sotterraneo". Alla fine del gioco si scoprirà che egli si è recato nel passato insieme a Jak per permettere a quest'ultimo di crescere e divenire abbastanza forte da salvare il mondo una volta tornato nel presente. In Jak 3 Samos avrà un ruolo più marginale, limitandosi a fungere da saggia guida per i vari personaggi. È doppiato in italiano da Giovanni Battezzato.

### Keira Hagai
Figlia di Samos, è un provetto meccanico. In Jak and Daxter: The Precursor Legacy il suo ruolo consiste nel potenziare lo zoomer al fine di poter superare i percorsi lavici, le vie che collegano i vari villaggi da attraversare per raggiungere la fortezza di Gol e Maia. In Jak II attraversa il tempo giungendo nel futuro ad Haven City, dove diviene ben presto un meccanico nello stadio cittadino dove avvengono le corse fra Zoomer. Inizialmente non riconosciuta da Jak e Daxter, consegnerà a loro il Jeatboard, mezzo fondamentale per il proseguimento del gioco. In Jak 3 Keira avrà un ruolo più marginale. È doppiata in italiano da Stefania Patruno.

### Gol Acheron
È il saggio nero, nonché principale antagonista insieme alla sorella Maia. Un tempo giusto e saggio, insieme alla sorella è stato corrotto dall'eccessivo contatto con l'Eco oscuro, divenendo così malvagio e folle al punto da ordire un piano avente il fine di inondare il mondo con un'enorme quantità di Eco oscuro, tramutandolo irrimediabilmente. Verrà sconfitto insieme alla sorella da Jak e fatto precipitare in un enorme silo di Eco oscuro. È doppiato in italiano da Francesco Orlando.

### Maia
Sorella di Gol ed insieme ad esso principale antagonista. Insieme al fratello è stata corrotta dall'eccessivo contatto con l'Eco oscuro, divenendo così malvagia e folle al punto da ordire un piano avente il fine di inondare il mondo con un'enorme quantità di Eco oscuro, tramutandolo irrimediabilmente. Verrà sconfitta insieme al fratello da Jak e fatta precipitare in un enorme silo di Eco oscuro. È doppiata in italiano da Elisabetta Cesone.

### Lurker
Chiamati anche "Nascosti" in Jak II, i lurker sono una famiglia di creature bipede dalle movenze simili a quelle di un gorilla. Sebbene apparentemente dotati di scarsa intelligenza, sono comunque capaci di costruire vari artefatti ma ciò nonostante, con la sola eccezione del gigantesco Klaww e dei trivellatori, nessuno di loro fa uso di armi o armature. Assoldati da Gol e Maia, essi combatteranno contro Jak durante il corso di tutto il gioco. In Jak II i lurker riappaiono con il nome di "Nascosti". In tale contesto essi non sono più ne ostili ne malvagi, ma al contrario sono ridotti alla condizione di schiavi dal Barone Praxis, che ne sfrutta la grande forza fisica in lavori di fatica.

### Precursor
I Precursor sono esseri antichissimi che si dice abbiano creato il mondo, ragione per cui vengono venerati come divinità. Nell'universo di Jak and Daxter esistono innumerevoli artefatti Precursor, dalle più comuni uova e batterie Precursor ad altri ben più rari. In Jak and Daxter: The Precursor Legacy esistono svariati "Oracoli" Precursor (doppiati in italiano da Claudio Moneta) nei quali è possibile scambiare delle uova per delle batterie Precursor. In Jak II esiste un solo oracolo Precursor, presso il quale Jak può ricevere vari poteri dell'eco oscuro in cambio delle gemme ottenute dall'uccisione delle Teste di metallo. Alla fine del gioco la pietra del Precursor si rivelerà essere un loro uovo e da esso ne fuoriuscirà una luminosa creatura angelica. In Jak 3 appaiono altri oracoli Precursor nei quali, similmente a quanto accade in Jak II, Jak può ricevere dei poteri sia oscuri che luminosi, questa volta senza richieste in cambio. Alla fine del gioco si scoprirà il vero aspetto dei Precursor, identico a quello assunto da Daxter dopo la sua caduta nella pozza di eco oscuro all'inizio di Jak and Daxter: The Precursor Legacy. Ciò è da loro spiegato dal fatto che l'Eco oscuro non è altro che DNA Precursor allo stato liquido.

### Saggio Blu
Viene incontrato alla fine del gioco come prigioniero di Gol e Maia insieme ai saggi verde, giallo e rosso.
Unirà i propri poteri a quelli dei suoi tre colleghi per creare l'eco luminoso, grazie al quale Jak sconfiggerà i due rapitori e salverà il mondo. La sua base si trova nel Villaggio Roccioso, alla fine del Canyon di Fuoco appena dopo il villaggio di Sandover. È doppiato in italiano da Francesco Orlando.

### Saggio Giallo
Viene incontrato alla fine del gioco come prigioniero di Gol e Maia insieme ai saggi verde, blu e rosso.
Unirà i propri poteri a quelli dei suoi tre colleghi per creare l'eco luminoso, grazie al quale Jak sconfiggerà i due rapitori e salverà il mondo. La sua base si trova appena fuori la Cittadella di Gol e Maia. È doppiato in italiano da Claudio Moneta. 

### Saggio Rosso
Viene incontrato alla fine del gioco come prigioniero di Gol e Maia insieme ai saggi verde, blu e giallo.
Unirà i propri poteri a quelli dei suoi tre colleghi per creare l'eco luminoso, grazie al quale Jak sconfiggerà i due rapitori e salverà il mondo. La sua base si trova nel canyon lavico. È doppiato in italiano da Gianni Gaude.

## Introdotti inJak II: Renegade

### Mondo Sotterraneo
Il mondo sotterraneo è un gruppo di ribelli che si è schierato contro il Barone Praxis per mettere fine al suo dominio del terrore. Hanno almeno due basi: quella sotterranea dove opera Torn e il bar gestito da Krew.

### Torn
Valido amico di Jak, molto passivo e riservato; in Jak II è il capo della ribellione contro il Barone Praxis ed è in questo periodo che conosce Jak e Daxter, assegnando loro svariate missioni. In Jak 3 è uno dei vertici al comando della città e della guerra contro le Teste di Metallo e le Guardie Kremizi capitanate da Errol.  Appare anche in Jak X dove assieme agli altri viene avvelenato dalla figlia del defunto Krew. È doppiato in italiano da Oliviero Corbetta.

### Ashelin Praxis
La figlia del Barone Praxis e attualmente il Governatore di Haven City. Del suo passato non si conosce nulla, nemmeno l'identità della madre. Non si sa se il Barone fosse governatore di Haven City anche prima della sua nascita. In Jak II Ashelin aiuta Jak dandogli informazioni segrete e Pass di zone segrete. È doppiata in italiano da Stefania Patruno.

### Krew
Padrone del bar al porto di Haven City è un signore della malavita, spacciatore d'armi e scommettitore. Si tratta di un uomo molto grasso che si muove su una sedia levitante. Ha una figlia di nome Rayn. Pare all'inizio alleato di Torn e del Mondo Sotterraneo, ma alla fine si scopre in combutta con il Barone. Jak si scontrerà con lui e alla fine Krew sarà coinvolto nell'esplosione della Fabbrica d'Armi, morendo. Riappare in Jak X in video, quando la figlia chiama Torn e compagnia per dar loro l'eredità del padre. Tuttavia li costringerà a correre per lui nelle corse di Kras City dopo averli avvelenati: solo se vinceranno avranno diritto all'antidoto. È doppiato in italiano da Stefano Albertini.

### L'Ombra
Il misterioso capo del mondo sotterraneo che si scoprirà essere Samos da giovane. È doppiato in italiano da Giovanni Battezzato.

### Onin
Una veggente molto anziana che aiuta Jak nelle sue missioni.

### Pecker
Una scimmia-pappagallo che sta sempre in compagnia di Onin in Jak II. All'inizio di Jak 3 finirà con i protagonisti a vagare nel deserto e finirà per diventare la spalla del re di Spargus City, Damas. È doppiato in italiano da Oliviero Corbetta.

### Sig
Un guerriero che in Jak II serve Krew. Accompagna Jak in alcune missioni. In Jak 3 il protagonista lo ritrova come gladiatore nell'arena di Spargus. È doppiato in italiano da Gianni Gaude.

### Tess
La barista del bar di Krew, si innamorerà di Daxter e in Jak 3 esprimerà il desiderio di diventare un animaletto identico a lui. È doppiata in italiano da Cinzia Massironi.

### Vin
Un esperto di informatica che Jak salva da una miniera. Fa parte del Mondo Sotterraneo in Jak II. Nel gioco seguente la sua abilità di Hacking gli permette di trasferire la sua coscienza all'interno della rete, in modo tale da non essere ucciso dalle Teste di Metallo. È doppiato in italiano da Maurizio Scattorin.

### Brutter
Un appartenente alla razza dei Nascosti, Brutter è un cliente di Krew, insieme al quale architetta delle evasioni per salvare i suoi compagni dalla schiavitù. Aiuta Jak a trovare il sigillo di Mar e in seguito fornisce una zattera volante con cui portare il Rift Rider al covo delle Teste di Metallo. È doppiato in italiano da Stefano Albertini.

### Barone Praxis
«Come ti ho creato, posso anche distruggerti!»
Il Barone Praxis è uno degli antagonisti principali di Jak II. Era il dittatore di Haven City, autoproclamandosi come "Il grande protettore". Ha una figlia di nome Ashelin. È il diretto responsabile della trasformazione di Dark Jak. Praxis era una persona di alto rango, prima di diventare dominatore di Haven City. Ha condotto un assalto al covo delle Teste di Metallo, dove viene sfigurato nella parte destra del volto, sostituito poi da una parte cibernetica. Praxis ha governato la città col pugno di ferro, obbligando le Guardie Krimizi a far rispettare la legge e uccidendo i trasgressori e tutti coloro che opponevano resistenza (alcuni membri del Mondo Sotterraneo, ad esempio). Quando le Teste di Metallo sono penetrate in città, distruggendo una parte (la Città Morta), Praxis stringe un accordo disperato con il leader delle Teste di Metallo, Kor. Lui avrebbe fornito l'Eco alle Teste di Metallo, a patto che loro avessero attaccato la città senza però mai invaderla veramente; in questo modo la città non sarebbe mai caduta e la popolazione, spaventata dagli attacchi, non sarebbe mai insorta contro Praxis. Ha degli altoparlanti posizionati in varie zone della città, al fine di trasmettere costantemente la propria voce al popolo. Praxis deriva da una parola greca (Praksis), ossia mettere in pratica un'azione. È doppiato in inglese da Clancy Brown e in italiano da Vittorio Bestoso.

### Errol / Cyber Errol
Ex guardia kremizi, che compete nelle gare allo stadio di Haven City. Durante la finale contro Jak in Jak II finisce contro una pila di barili di Eco Oscuro e apparentemente muore. Ricompare in Jak 3 trasformato in cyborg come capo delle guardie Kremizi. È doppiato in italiano da Gianluca Iacono.

### Teste di metallo
Specie animale ostile nei capitoli di Jak II e Jak 3. capeggiate da Kor devastano Haven City. Ne esistono di diverse fattezze e dimensioni.

### Kor
Il leader delle Teste di Metallo; inizialmente si presenta come un vecchio accompagnato da un bambino che altri non è che Jak da bambino. Si rivelerà invece un orribile mostro (visto all'inizio del gioco) che sarà ucciso da Jak alla fine di Jak II. Fa una breve apparizione nello spin-off Daxter. È doppiato in italiano da Gianni Gaude.

### Jinx
Un esperto di bombe che compare in una sola missione per permettere l'accesso alla zona industriale. È doppiato in italiano da Flavio Arras (Jak II) e da Diego Sabre (Jak 3).

## Introdotti inJak 3

### Conte Veger
Uno degli antagonisti principali di Jak 3, insieme ai Creatori Oscuri. Un nobile di Haven City che accompagna Jak nel deserto per esiliarlo. È il responsabile della distruzione del palazzo di Haven City grazie anche alle Teste di Metallo. Il suo obiettivo è quello di acquisire il potere dei Precursor per eliminare per sempre l'Eco Oscuro. Dopo la morte di Damas, si rivela a Jak di essere stato la mente diabolica dietro gli esperimenti che gli avevano dato i poteri oscuri. In quel momento, Jak lo inseguirà fino al covo dei Precursor dove Veger viene trasformato in uno di loro. È doppiato in italiano da Diego Sabre.

### Damas
Il re di Spargus, austero e giusto. Adora assistere agli scontri nell'arena e accoglie benevolmente Jak, Daxter e Pecker che diventa la sua spalla. Alla fine di Jak 3, poco prima che muoia a causa del Conte, si scopre che da anni è in cerca del figlio perduto di nome Mar che si scopre essere Jak pochi secondi dopo la sua morte. È doppiato in italiano da Marco Pagani.

### Kleiver
Un abitante di Spargus e amico di Damas, responsabile, tra le altre cose, dei veicoli speciali tenuti nel garage. È doppiato in italiano da Tony Fuochi.

### Seem
Un monaco che vive nelle zone di Spargus, ha una personalità molto calma. Durante l'incontro con Jak, gli informa della comparsa in cielo della Stella del Giorno, e prevede la minaccia dei Creatori Oscuri. È doppiato in italiano da Dania Cericola.

### Creatori Oscuri
Un tempo erano Precursor, ma esponendosi all'eco oscuro vennero corrotti e iniziarono a distruggere i pianeti creati dai loro benevoli alter ego. Sono di colori scuri, hanno capacità sovrannaturali donate dall'eco oscuro e possiedono terribili macchine di avanzata tecnologia, di cui si servono per portare alla rovina i mondi. Si spostano su alcune navi dall'aspetto orrendo e raccapricciante, in quanto dotate di tentacoli. Si alleano con Cyber Errol per distruggere il pianeta dei protagonisti ma vengono sconfitti da Jak, che prima elimina lo scudo della nave e in seguito scende nelle catacombe per attivare il sistema di difesa planetario, che distrugge la nave oscura e tutte le sue macchine all'interno.

## Introdotti inJak X

### Rayn
Figlia di Krew, richiama il gruppo di Jak per la visione del video testamento del padre. Apparentemente anche lei assume il veleno preparato da Krew in modo da costringerli a partecipare al campionato di Kras City e vincere per lui. In realtà lei non lo aveva assunto, avvisata da un video del padre, e alla fine diviene boss della malavita di Kras City, decidendo benevolmente di lasciar andare Jak e compagnia. È doppiata in italiano da Emanuela Damasio.

### G.T. Blitz / Mizo
Il presentatore delle corse clandestine di Kras City, si scopre in realtà essere un potente boss mafioso che viene ucciso da Jak per recuperare l'antidoto al veleno di Krew. È doppiato in italiano da Diego Sabre.

### Razor
Un pilota dalla personalità affascinante. In ogni sua apparizione lo si vede sempre con una sigaretta in mano. È doppiato in italiano da Luca Sandri.

## Introdotti inJak and Daxter: Una sfida senza confini

### Phoenix
Capo dei Pirati dei Cieli. Un tempo era il capo delle forze militari Aeropan, ma si dimise quando scoprì che facevano esperimenti sui soldati.

### Klout
Braccio destro di Phoenix, lo tradirà per unirsi con Skyheed ma morirà subito dopo.

### Duca Skyheed
Duca di Aeropa. Crede che l'Eco oscuro possa migliorare il mondo.